# Rae (Estonia)
Rae è un comune rurale dell'Estonia settentrionale, nella contea di Harjumaa. Il centro amministrativo è il borgo (in estone alevik) di Jüri.

## Località
Oltre al capoluogo, il comune comprende altri tre borghi, Assaku, Lagedi e Vaida, e 27 località (in estone küla):
- Aaviku
- Aruvalla
- Järveküla
- Kadaka
- Karla
- Kautjala
- Kopli
- Kurna
- Lehmja
- Limu
- Pajupea
- Patika
- Pildiküla
- Salu
- Seli
- Soodevahe
- Suuresta
- Suursoo
- Tuulevälja
- Ülejõe
- Urvaste
- Vaidasoo
- Vaskjala
- Veneküla
- Veskitaguse

In questo comune sorge l'Aeroporto di Tallinn.